# Вертков Олексій Сергійович
Олексій Сергійович Вертков (нар.. 31 березня 1982, Новосибірськ, Новосибірська область, РРФСР, СРСР) — російський актор театру і кіно. Заслужений артист Російської Федерації (2018).
Фігурант бази даних центру «Миротворець» (участь у зйомках пропагандистського кінофільму «Калашников» на території окупованого РФ Криму (2019—2020 рр.), реж. Буслов).

## Біографія
Олексій Вертков народився 31 березня 1982 року у Новосибірську.
Під час навчання у середній загальноосвітній школі займався у пришкільній театральній студії під керівництвом Наталії Пилипівни Єрошиної. Після дев'ятого класу з її допомогою підготувався до іспитів і вступив до Новосибірського театрального училища (керівник курсу — Сергій Миколайович Афанасьєв), яке закінчив у 2001.
З 1998 року, будучи студентом училища, був зайнятий у спектаклях Новосибірського міського драматичного театру під керівництвом Сергія Афанасьєва, де серед іншого зіграв Шута в «Королі Лірі», Зілова-хлопчика в «Качиному полюванні».
У 2001 році в Москві вступив на режисерський факультет РАТІ-ГІТІСу за спеціальністю «Акторське мистецтво» (керівник курсу — Сергій Васильович Женовач), а в 2005 році закінчив його. У тому ж році з цього випускного курсу було створено театр «Студія театрального мистецтва» (СТІ) під керівництвом Сергія Женовача, де Олексій Вертков став одним із провідних артистів.
Актор співпрацює з Московським Художнім театром імені А. П. Чехова. 2 листопада 2017 року у театрі відбулася прем'єра вистави «Світлий шлях. 19.17» режисера Олександра Молочникова, присвяченого 100-річчю Жовтневої революції 1917 року, в якому Олексій Вертков зайнятий у ролі Баса Його Величності.
У 2018 році Вертков запрошений на головну роль (Мисливець) у виставі «Му-му», комедії дель Арте за творами І. С Тургенєва, режисера Дмитра Кримова в Державному театрі націй, прем'єра якого відбулася 12 квітня 2018 року.

### Особисте життя
- Дружина — Олександра Ребенок (нар.. 6 травня 1980), актриса театру та кіно, телеведуча. У липні 2017 року у пари народився син Іван. 2 серпня 2020 року стали батьками вдруге[11].

## Творчість

### Ролі у театрі

#### Новосибірський міський драматичний театр під керівництвом Сергія Афанасьєва
- 1998 — «Король Лір» за однойменною п'єсою Вільяма Шекспіра — Блазень
- 1998 — «Качине полювання» за однойменною п'єсою О. В. Вампілова — Зілов-хлопчик

#### Театр «Студія театрального мистецтва» (СТІ) (Москва)
- 2003 — «Об-ло-мов-щина…» за романом «Обломов» І. О. Гончарова. Режисер: Герман Сідаков — Захар Трохимович, слуга Обломова
- 2004 — «Як вам це сподобається» за однойменною комедією Вільяма Шекспіра . Режисер: Олександр Коручеков — Оселок, блазень
- 2004 — «Пізнє кохання» за однойменною п'єсою О. М. Островського . Режисер: Уланбек Баялієв — Герасим Порфиріч Маргарітов, адвокат з відставних чиновників, старий благородної зовнішності
- 2004 — «Хлопчики» за дев'ятим розділом роману «Брати Карамазови» Ф. М. Достоєвського. Режисер: Сергій Женовач — Микола Ілліч Снєгірьов, відставний штабс-капітан
- 2005 — «Marienbad» за романом «Марієнбад» Шолом-Алейхема. Режисер: Євген Камінькович — Альфред Зайденер, дантист із Кишинева
- 2006 — «Захудлий рід» за однойменним романом М. С. Лєскова. Режисер: Сергій Женовач — Дорімедонт Васильович Рогожин (на прізвисько «Дон Кіхот»), дворянин
- 2007 — «Гравці» з однойменної комедії М. В. Гоголя. Режисер: Сергій Женовач — Степан Іванович Втішний
- 2009 — «Три роки» за однойменною повістю А. П. Чехова. Режисер: Сергій Женовач — Олексій Федорович Лаптєв
- 2010 — «Записні книжки» за А. П. Чеховим. Режисер: Сергій Женовач — артист Тигров
- 2012 — «Москва-Півні» за поемою в прозі «Москва — Пєтушки» Венедикта Єрофєєва. Режисер: Сергій Женовач — Веня (Веничка) Єрофєєв, інтелектуальний алкоголік
- 2015 — «Самовбивця» за однойменною п'єсою Миколи Ердмана. Режисер: Сергій Женовач — Олександр Петрович Калабушкін, сусід Подсекальниковых
- 2017 — «Майстер і Маргарита» за однойменним романом М. О. Булгакова. Режисер: Сергій Женовач — Воланд

#### Московський Художній театр імені А.П.Чехова
- 2017 — «Ніч закоханих», сцени та пісні з легендарних фільмів про кохання. Режисер: Олександр Молочников (прем'єра відбулася 14 лютого 2017 року) — актор
- 2017 — «Світлий шлях. 19.17» (вистава присвячена 100-річчю Жовтневого перевороту 1917 року). Автор і режисер: Олександр Молочніков (у створенні тексту брав участь Андрій Золотарьов; прем'єра відбулася 2 листопада 2017 року) — Бас Його Величності[7][8]

#### Державний театр націй
- 2018 — «Му-му», Комедія дель арте за твором Івана Тургенєва. Автор та режисер: Дмитро Кримов (прем'єра відбулася 12 квітня 2018 року) — мисливець[9]

### Фільмографія
- 2006 — Капітанські діти — епізод
- 2007 — Вигнання — Макс
- 2007 — Беглянки — Гриша, охоронець, коханий Нюри
- 2008 — Батюшка — Генка
- 2009 — Пелагія та білий бульдог — Петро Георгійович Теліанов, онук Татіщевий
- 2009 — Десантура — Вадик Рижов, полонений
- 2009 — Палата № 6 — Іван Дмитрович Громов, душевнохворий[12]
- 2010 — Елізіум — Олексій Тучков
- 2010 — Щастя моє — молодий лейтенант
- 2010 — Перемир'я — Тимоха, міліціонер
- 2011 — Остання хвилина (фільм «Жартівники»)
- 2012 — Білий тигр — Іван Іванович Найденов, командир танка, молодший лейтенант Червоної армії (головна роль)[12]
- 2012 — Нема куди поспішати — Володимир Ілліч (новела «Кінець чергування»)
- 2013 — Замок ельфів (короткометражний) — Максим Сєров (головна роль)
- 2013 — Син батька народів — Луньков
- 2013 — Sex, кава, сигарети — Петро Семенович, аспірант
- 2014 — Інквізитор — Антон Каменєв («Камінь»), водій на хлібопекарні
- 2014 — До побачення, мамо! — Олексій Литвинцев
- 2015 — Орлова та Олександров — Микола Робертович Ердман, радянський драматург
- 2015 — Знахідка — слідчий
- 2015 — Молода гвардія — Ернст-Еміль Ренатус, полковник СС, начальник німецької жандармерії
- 2015 — Дорослі дочки — Володя Гусаров
- 2017 — Будинок фарфору — Козлів
- 2017 — Ганна Кареніна. Історія Вронського — капітан Максимов, поранений російський солдат
- 2017 — Блокбастер — продавець на заправці
- 2017 — Дітки напрокат — тато Венери
- 2017 — Легенда про Коловрат — Нестор, пустельник
- 2017 — Лалай-балалай (короткометражний) — * 2017 — Хіт — Роман
- 2017 — Гайлер — отець Дмитро
- 2018 — Бідолашна дівчинка — Славік
- 2018 — Гоголь. Вій — Хома Брут
- 2018 — Гоголь — Хома Брут, майстер східних єдиноборств та філософ
- 2018 — Рішення про ліквідацію — Равіль Муратович Мумінов, начальник спецкоманди, підполковник ФСБ РФ[12]
- 2018 — Вічне життя Олександра Христофорова — листоноша
- 2019 — Неділя — Дмитро Терехов, чиновник мерії
- 2020 — Калашніков — капітан держбезпеки Лобов
- 2020 — Перевал Дятлова — Володимир Яхромєєв, капітан НКВС, командир «летючого загону»
- 2020 — Гарна людина — капітан юстиції Кожегар
- 2020 — Мертві душі — Сірий Людина
- 2020 — Іванько — Костя, бард
- 2020 — Доктор Ліза — Льоня, психіатр
- 2021 — Угрюм-ріка — Парчевський
- 2021 — Пастка — «Чиж», злодій у законі
- 2022 — Курча смажене — Макуха

#### Телевистави
- 2020 — Іранська конференція — Магнус Томсен

## Визнання заслуг

### Державні нагороди Російської Федерації
- 2018 — почесне звання «Заслужений артист Російської Федерації» — за великий внесок у розвиток вітчизняної культури, мистецтва, засобів масової інформації та багаторічну плідну діяльність[1] .

### Громадські нагороди
- 2005 — лауреат премії ІІІ Міжнародного фестивалю театральних шкіл у Варшаві у номінації «Найкраща чоловіча роль» — за роль у спектаклі «Хлопчики».
- 2006 — лауреат премії М. І. Царьова за «успішне розуміння професії актора».
- 2013 — приз Міжнародного кінофестивалю «Джемісон» у Дубліні (Ірландія) за найкращу чоловічу роль — за виконання ролі Івана Найденова у художньому фільмі «Білий тигр» (2012) режисера Карена Шахназарова.
- 2013 — лауреат російської театральної премії «Кришталева Турандот» у номінації «Найкраща чоловіча роль» — за виконання ролі Венички у спектаклі «Москва-Півняки» за поемою в прозі « Москва — Півники „ Венедикта Єрофєєва режисера Сергія Женова мистецтва“ (СТІ).
- 2013 — лауреат премії К. С. Станіславського (театральний сезон 2012—2013) на Міжнародному театральному фестивалі „Сезон Станіславського“ у номінації „Найкраща чоловіча роль“ — за виконання ролі Венички у виставі „Москва-Півняки“ за поемою у прозі Півні» Венедикта Єрофєєва режисера Сергія Женовача на сцені московського театру «Студія театрального мистецтва» (СТІ).
- 2014 — лауреат премії «Золота маска» у конкурсі вистав драматичного театру в номінації «Найкраща чоловіча роль» — за виконання ролі Венички у спектаклі «Москва-Півняки» за поемою у прозі «Москва — Півники» Венедикта Єрофєєва режисера «Студія театрального мистецтва» (СТІ).
- 2018 — лауреат Премії ФСБ Росії у номінації «Акторська робота» за роль співробітника ФСБ у художньому фільмі «Рішення про ліквідацію»; Олексій Шевченків (Заслужений артист Російської Федерації, актор театру та кіно) за роль співробітника ФСБ у художньому фільмі «Рішення про ліквідацію».